# MS World Discoverer
Az MS World Discoverer egy libériai zászló alatt közlekedő üdülőhajó volt. Arról híres, hogy 2000-ben a Salamon-szigeteknél, a Roderick-öbölben felborult, és a roncsa a mai napig ott hever. 

## Története
A hajó 1974-ben épült Németországban, eredeti neve BEWA Discoverer volt. Hossza 88 méter, szélessége 15 méter, súlya pedig 3724 tonna volt.
Megépítése után Dániába adták el. 1976 júliusában a hajót az Adventure Cruises, Inc.-nek adták el, mely többek között a hozzá hasonló kialakítású MV Explorer hajót is birtokolta. A hajó ekkor kapta a World Discoverer (magyarul: „világfelfedező”) nevet. A tengerjáró azzal szolgált rá a nevére, hogy dupla felépítésű hajóteste miatt az antarktiszi vizekre is ellátogathatott. 137 utasát rendszeresen szállította a jéggel borított kontinenshez. Oldalán motoros gumicsónakokat szállított, hogy utasai közelebbről is megtekinthessék a jeges földrészt.

### A baleset

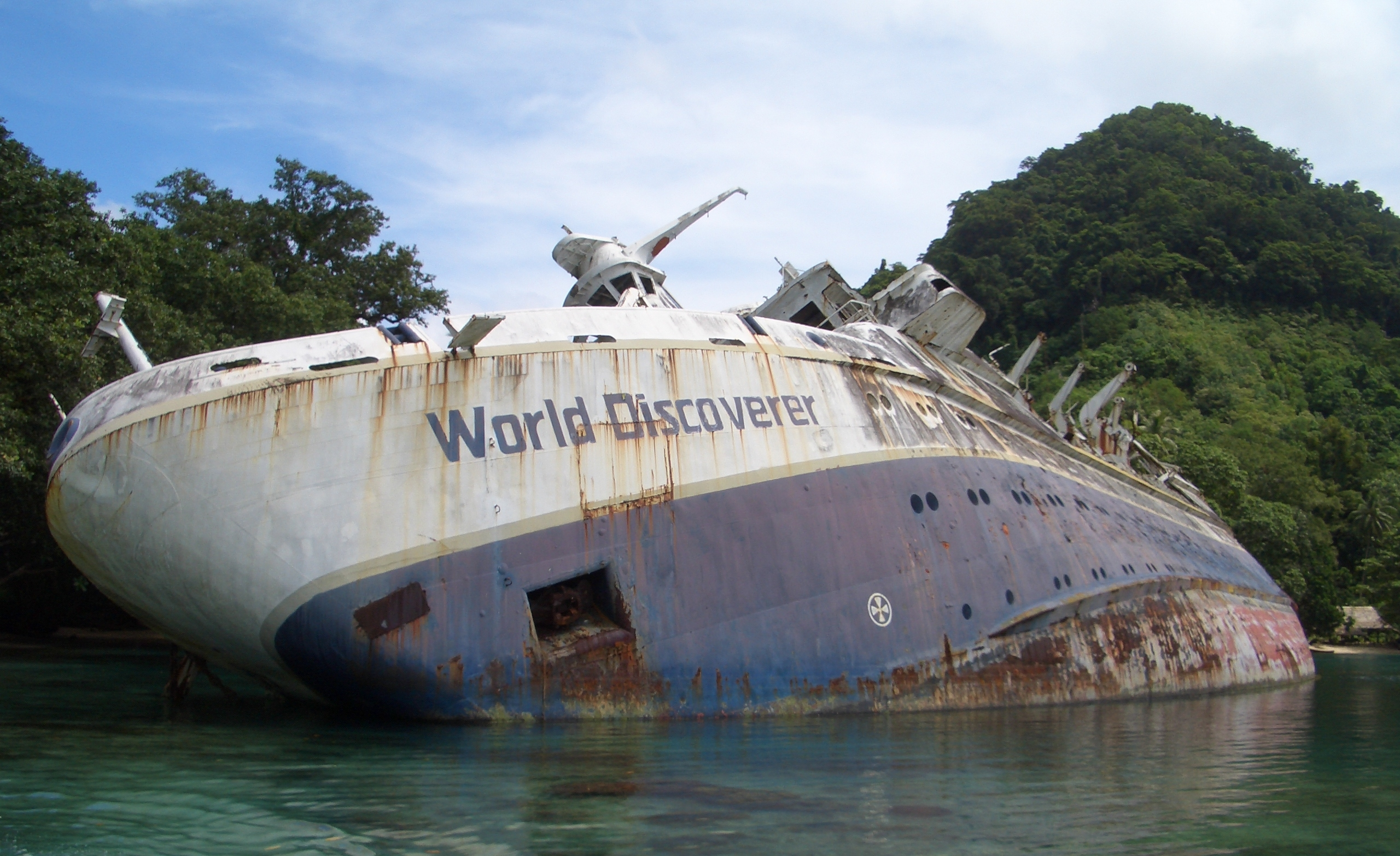
A roncs 2007-ben

2000. április 30-án a Salamon-szigetek között hajózott a Sandfly-átjárón keresztül, amikor váratlanul zátonyra futott, és léket kapott. A kapitány, hogy megakadályozza a hajó teljes elsüllyedését, az onnan délre található Roderick-öböl sekély vizére kormányozta azt. A World Discoverer ezután felborult és elsüllyedt. Az utasokat kimenekítették, szerencsére senki nem sérült meg. Az őrizetlenül maradt hajót gyorsan megtalálták a fosztogatók, a helyiek hamarosan mindent elvittek, ami mozdítható volt, még a hajó ablakait is ellopták. A World Discoverer a mai napig ott fekszik az öbölben kifosztva, rozsdásodva.
A hajót már nem volt értelme mozdítani, ott maradt az oldalán fekve. Azóta az öböl a turistahajók gyakori állomása.

## Fordítás
Ez a szócikk részben vagy egészben  a   MS World Discoverer című angol Wikipédia-szócikk ezen változatának fordításán alapul.  Az eredeti cikk szerkesztőit annak laptörténete sorolja fel. Ez a jelzés csupán a megfogalmazás eredetét és a szerzői jogokat jelzi, nem szolgál a cikkben szereplő információk forrásmegjelöléseként.